# 東アジア文化都市
東アジア文化都市（ひがしアジアぶんかとし、中国語: 东亚文化之都、朝鮮語: 동아시아문화도시）とは、東アジアにある日本・中国・韓国の各国が毎年選ぶ、文化芸術イベントを集中的に実施する都市及びその事業。欧州文化首都に範を取り、多様な文化の相互理解と国際発信の強化を目指して2014年に始まった。選定された都市において、現代の芸術文化や伝統文化、多彩な生活文化に関連する様々な文化芸術イベント等を実施し、東アジア域内の相互理解・連帯感の形成を促進すると共に、東アジアの多様な文化の国際発信力の強化を図ることを目指している。特に1年の中に設けられた中核期間に公演やフェスティバルが開かれる。類する事業では東南アジア諸国連合でASEAN文化都市が行われている。

## 実施都市（開催都市）
日中韓文化大臣会合が日中韓の順に実施都市で開かれ、翌年の都市が正式決定される。
| 年     | 日本     | 日本                                                                            | 中国           | 中国               | 韓国           | 韓国                              |
| 年     | 都市     | ウェブサイト                                                                    | 都市           | ウェブサイト       | 都市           | ウェブサイト                      |
| ------ | -------- | ------------------------------------------------------------------------------- | -------------- | ------------------ | -------------- | --------------------------------- |
| 2014年 | 横浜市   | culturecity-eastasia.jp                                                         | 泉州市         | www.eaccqz.com     | 光州広域市     |                                   |
| 2015年 | 新潟市   | culturecity-niigata.com                                                         | 青島市         | eaccqd.com         | 清州市         | www.culturecj.com                 |
| 2016年 | 奈良市   | culturecity-nara.com                                                            | 寧波市         | cceanb.nbwh.gov.cn | 済州特別自治道 | www.cceajeju.com                  |
| 2017年 | 京都市   | culturecity-kyoto.com                                                           | 長沙市         | dywdcs.com         | 大邱広域市     | culture.daegu.go.kr               |
| 2018年 | 金沢市   | culturecity-kanazawa.com - ウェイバックマシン（2020年11月28日アーカイブ分）     | ハルビン市     |                    | 釜山広域市     | www.facebook.com/culturecitybusan |
| 2019年 | 豊島区   | culturecity-toshima.com - ウェイバックマシン（2022年3月16日アーカイブ分）       | 西安市         |                    | 仁川広域市     |                                   |
| 2020年 | 北九州市 | culturecity2020-kitakyushu.com - ウェイバックマシン（2022年7月4日アーカイブ分） | 揚州市         |                    | 順天市         |                                   |
| 2021年 | 北九州市 | culturecity2020-kitakyushu.com - ウェイバックマシン（2022年7月4日アーカイブ分） | 紹興市・敦煌市 |                    | 順天市         |                                   |
| 2022年 | 大分県   | culturecity-oita.com - ウェイバックマシン（2023年2月27日アーカイブ分）          | 済南市・温州市 |                    | 慶州市         |                                   |
| 2023年 | 静岡県   | culturecity-shizuoka.jp                                                         | 成都市・梅州市 |                    | 全州市         | cceajj.jeonju.go.kr/japan.php     |
| 2024年 | 石川県   | 能登半島地震により中止                                                          | 大連市・濰坊市 |                    | 金海市         | www.gimhae.go.kr/cceagh.web       |
| 2025年 | 鎌倉市   |                                                                                 | マカオ・湖州市 |                    | 安城市         |                                   |
| 2026年 | 松本市   |                                                                                 |                |                    |                |                                   |